# Andreaskreuz (Fachwerk)

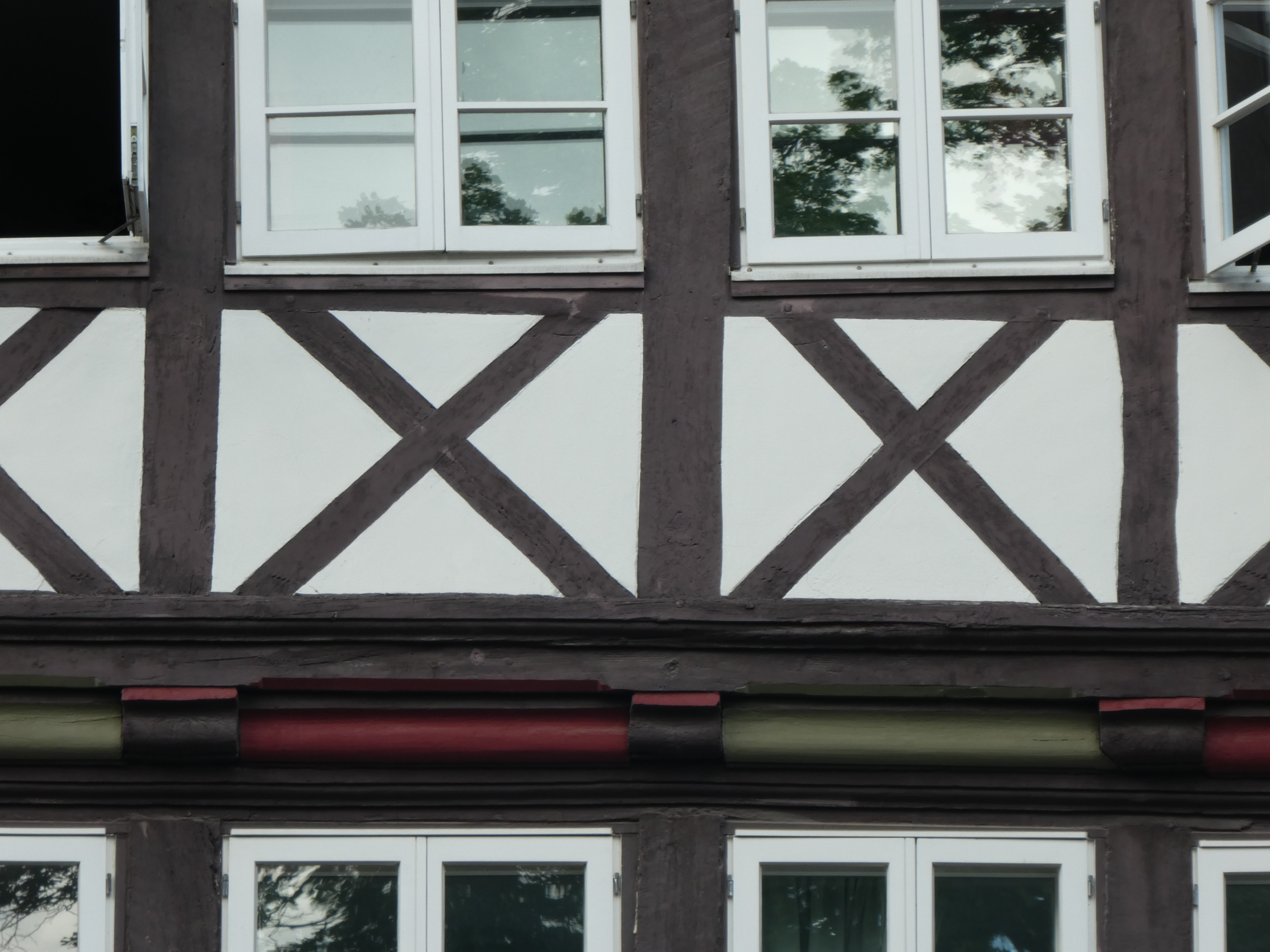
Andreaskreuze in Brüstungsgefachen (Göttingen, Weender Straße 47)

Das Andreaskreuz (auch Kreuzstrebe, Strebenkreuz) ist im Holzfachwerk ein Kreuz mit X-förmig schräg gestellten Balken; es dient als baustatisch wirksame Balkenverstrebung und zur Zierde.

## Bezeichnungen
Der Begriff Andreaskreuz lehnt sich an die X-Form des schräg liegenden Kreuzes, auf dem der Apostel Andreas gestorben sein soll; danach wurde diese Kreuzform bei Darstellung des christlichen Märtyrers zu dessen Attribut. → Hauptartikel Andreaskreuz.
Die Bezeichnung Andreaskreuz für das Fachwerkbauteil scheint erst in der Wiederbeschäftigung mit historischem Fachwerk seit dem 20. Jahrhundert Verwendung gefunden zu haben. Fachlexika und Holzbaufachbücher des 19. Jahrhunderts kannten den Begriff noch nicht.
Eine historische Bezeichnung im 17. Jahrhundert war Kreuzzug („Creutzzug“): Der Frankfurter Zimmermeister und Architekturtheoretiker Johann Wilhelm zeigte in seinem Lehrbuch von 1688 eine prächtige Muster-Fachwerkfassade mit u. a. geschweiften Andreaskreuzen. Außerdem erwähnte er einen Fachwerkgang und brachte in diesem Zusammenhang ein Detailblatt mit verschiedenen Andreaskreuz-Zierformen, die er so beschrieb: „(...) und darzu in der 19. Figur gewiesen wird / wie solcher Gang mit Creutzzügen von 4. oder 5. Zoll dicken Dillen möge ausgearbeitet werden.“ „Kreuzzüge“ werden teilweise heute noch die Auskreuzungen beim Bundwerk genannt.

Der vielfach noch gebräuchliche Begriff „Feuerbock“ für gebogene Andreaskreuze mit Nasen entstand in der Zeit des Nationalsozialismus und wird heute unter Fachleuten abgelehnt. Ebenfalls abgelehnt wird die teilweise noch verwendete Bezeichnung Malkreuz, die aus der wissenschaftlich überholten Deutung von Fachwerkfiguren als germanische Runen stammt.

Andreaskreuze („Creutzzüge“) im 17. Jahrhundert
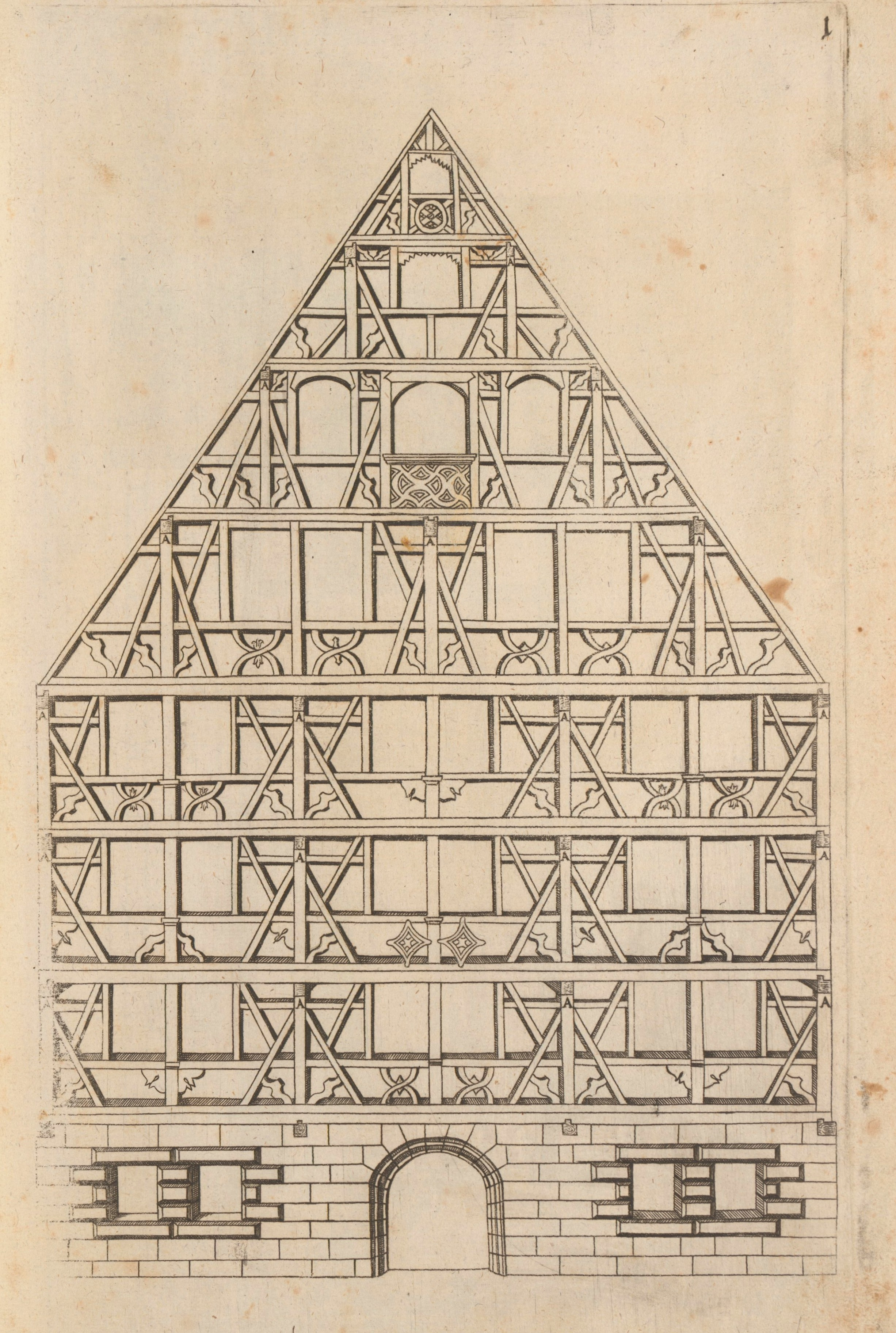
Barocke Muster-Fachwerkfassade mit Zierfachwerk und u. a. gebogenen Andreaskreuzen (Johann Wilhelm, 1688[8])
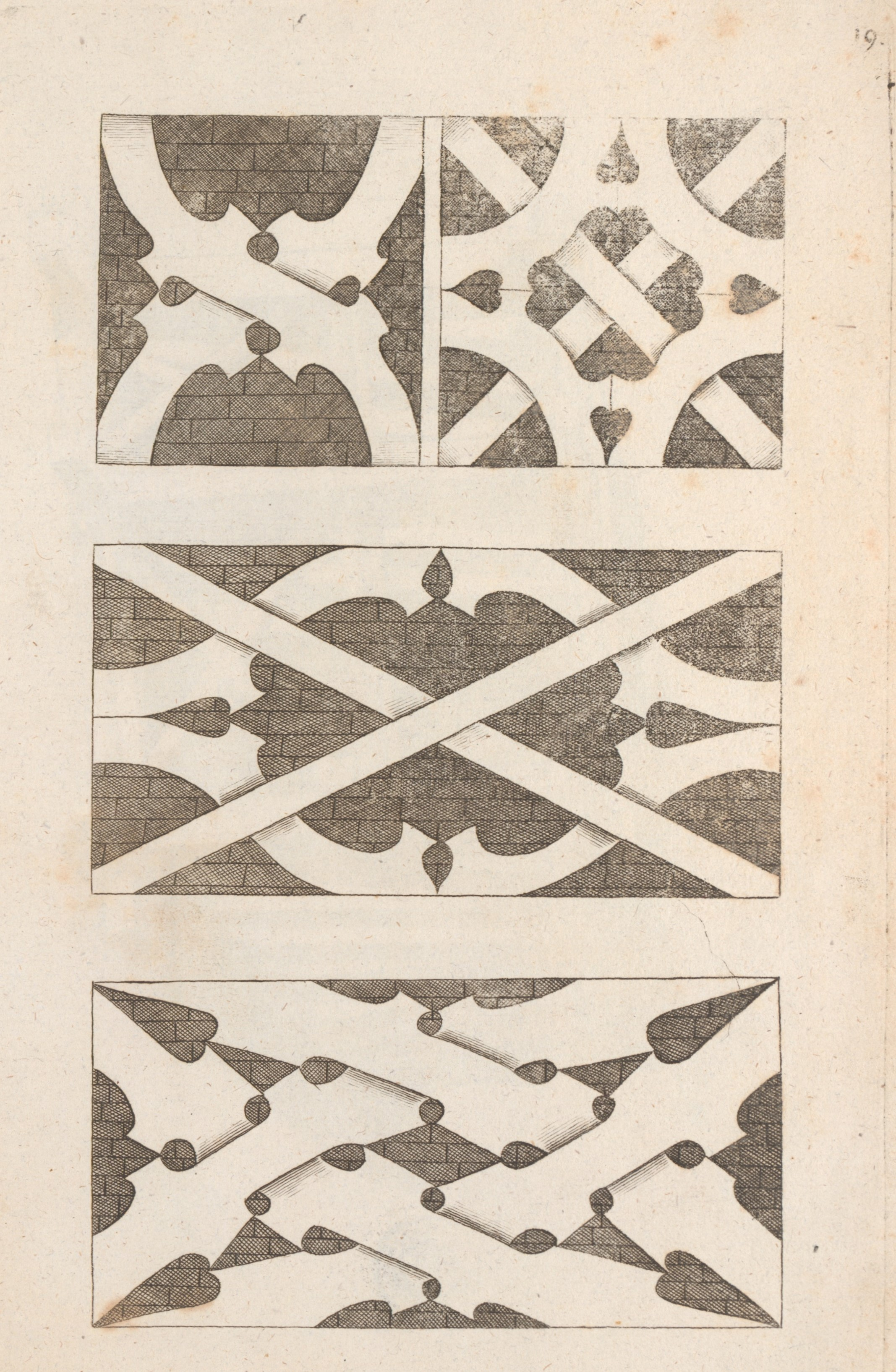
Vier verschiedene „Creutzzüge“ zur Füllung von Brüstungsgefachen nach Johann Wilhelm (1688[9]), links oben ein klassisches gebogenes Andreaskreuz mit Nasungen

## Geschichte, Formen, Konstruktion

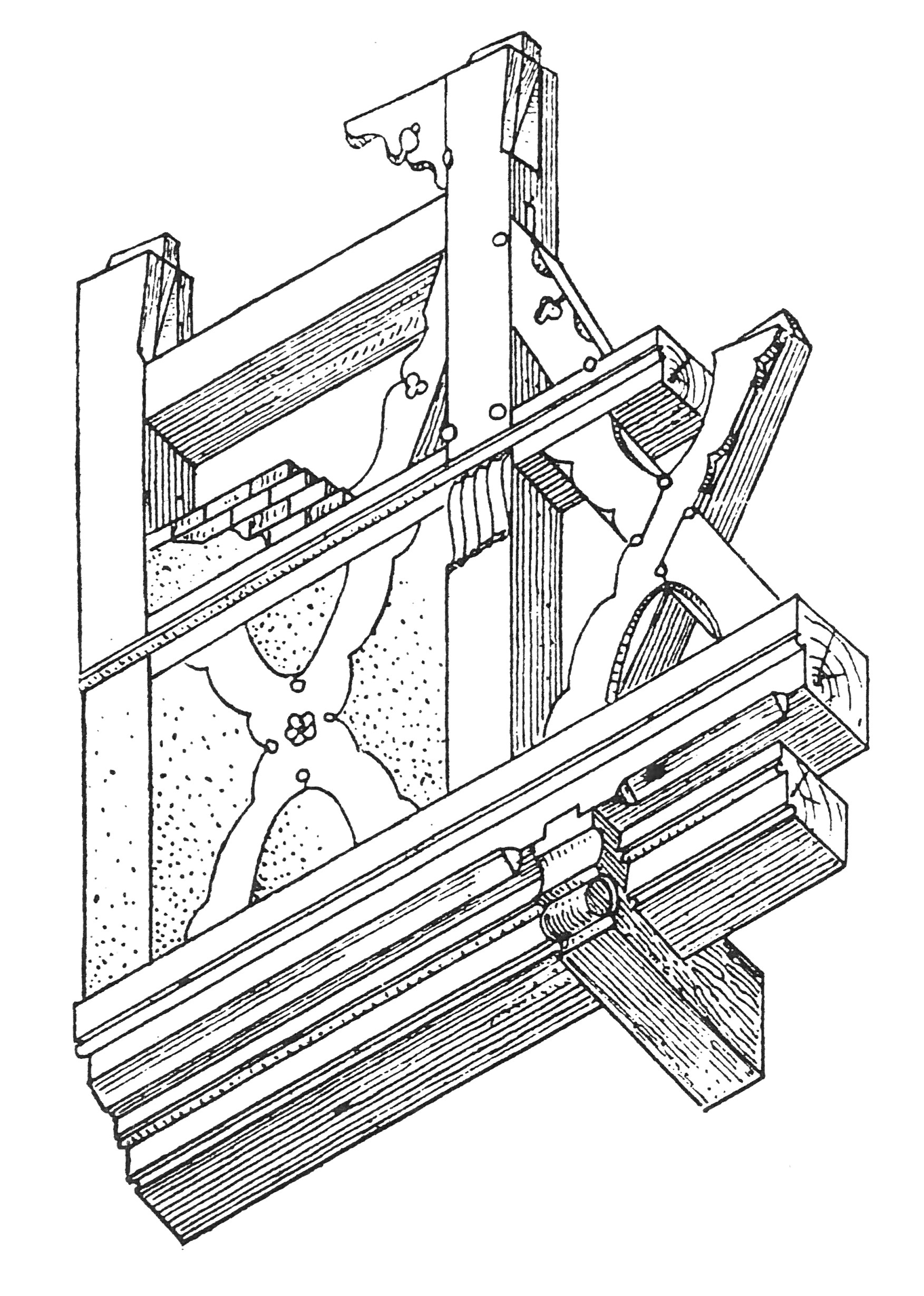
Isometrie zur Konstruktion der Andreaskreuze. Die geschweifte Form entsteht in diesem Fall durch ausgeputzte Fälze (Lehrbuch-Darstellung von Otto Warth, 1900)

Das Konstruktionselement des Andreaskreuzes kommt im Fachwerk ab der Mitte des 15. Jahrhunderts zunächst vereinzelt vor (1452 Kisterhaus Bad Hersfeld, 1457 Hann. Münden, 1498 Rathaus Wernigerode und Alte Hofhaltung Bamberg, Ende 15. Jahrhundert). Die Entwicklungsgeschichte beginnt in Brüstungsfeldern unter den Fenstern, wo diese Auskreuzungen zunächst nur als eine rein konstruktive Anordnung zur Verstrebung bzw. Aussteifung der Gefache dienen. Die Form war zuerst schlicht und bestand nur aus jeweils zwei geraden Stäben, die sich mehr oder weniger steil x-förmig kreuzten. Seit dem 16. Jahrhundert sind – wie bei den übrigen Fachwerkhölzern auch – bei den Andreaskreuzen Ausbildungen zu Schmuckformen festzustellen, deren Gestaltung immer vielfältiger und bizarrer wurde. Es entstanden charakteristische geschweifte und gebogene Formen des Andreaskreuzes, die teilweise kunstvoll mit Nasen und ausgeputzten „Augen“ dekoriert wurden. In additiver Reihung bildet sich eine eindrucksvolle Fassadendekoration.
Im 19. Jahrhundert wurden viele Fachwerkformen wieder schlichter, mit der Ausnahme der Andreaskreuze, die nun die Brüstungsfelder verließen, höher und bis zu stockwerkshoch wurden und damit als Kreuzstreben bzw. Strebenkreuze sehr gestaltungswirksam werden konnten.

Die Hölzer der Andreaskreuze sind teilweise weniger tief als die Ständer und Riegel dimensioniert, sondern aus kräftigen Bohlen hergestellt, vor allem bei Zierformen. Schon Johann Wilhelm sprach 1688 von Dielen. Die Holzverbindungen der Andreaskreuze sind an den seitlichen Anschlüssen Zapfenverbindungen; die Kreuzung ist in der Regel als Überblattung ausgebildet. Die Sicherung der Holzverbindungen erfolgte mit Holznägeln, die bisweilen weit herausstehen und dadurch auch zur Schmuckform wurden.

Beispiele
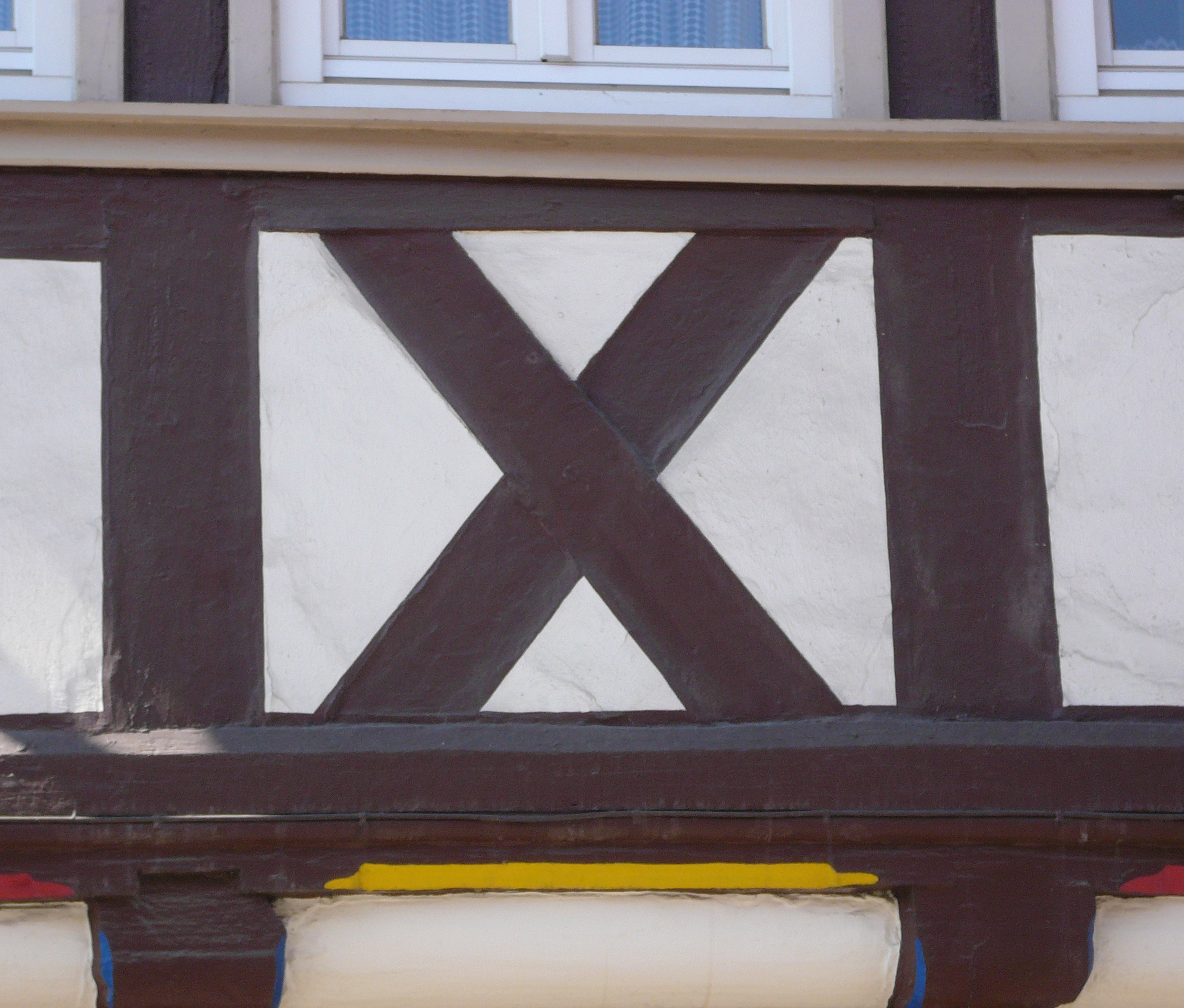
Schlichtes Andreaskreuz in einem Brüstungsgefach (Duderstadt)
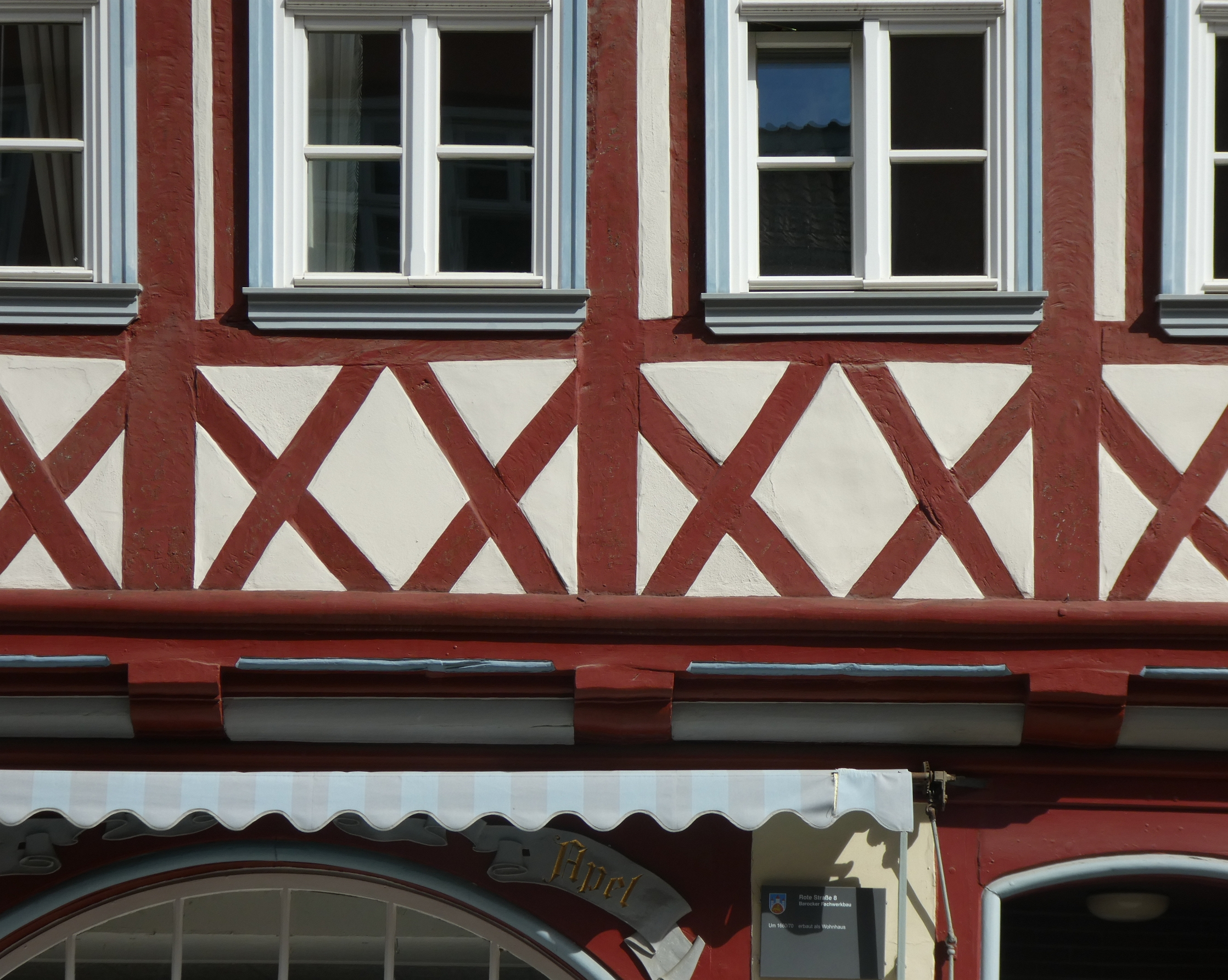
Doppel-Andreaskreuz mit Rautenbildung (Göttingen, Rote Straße 8)
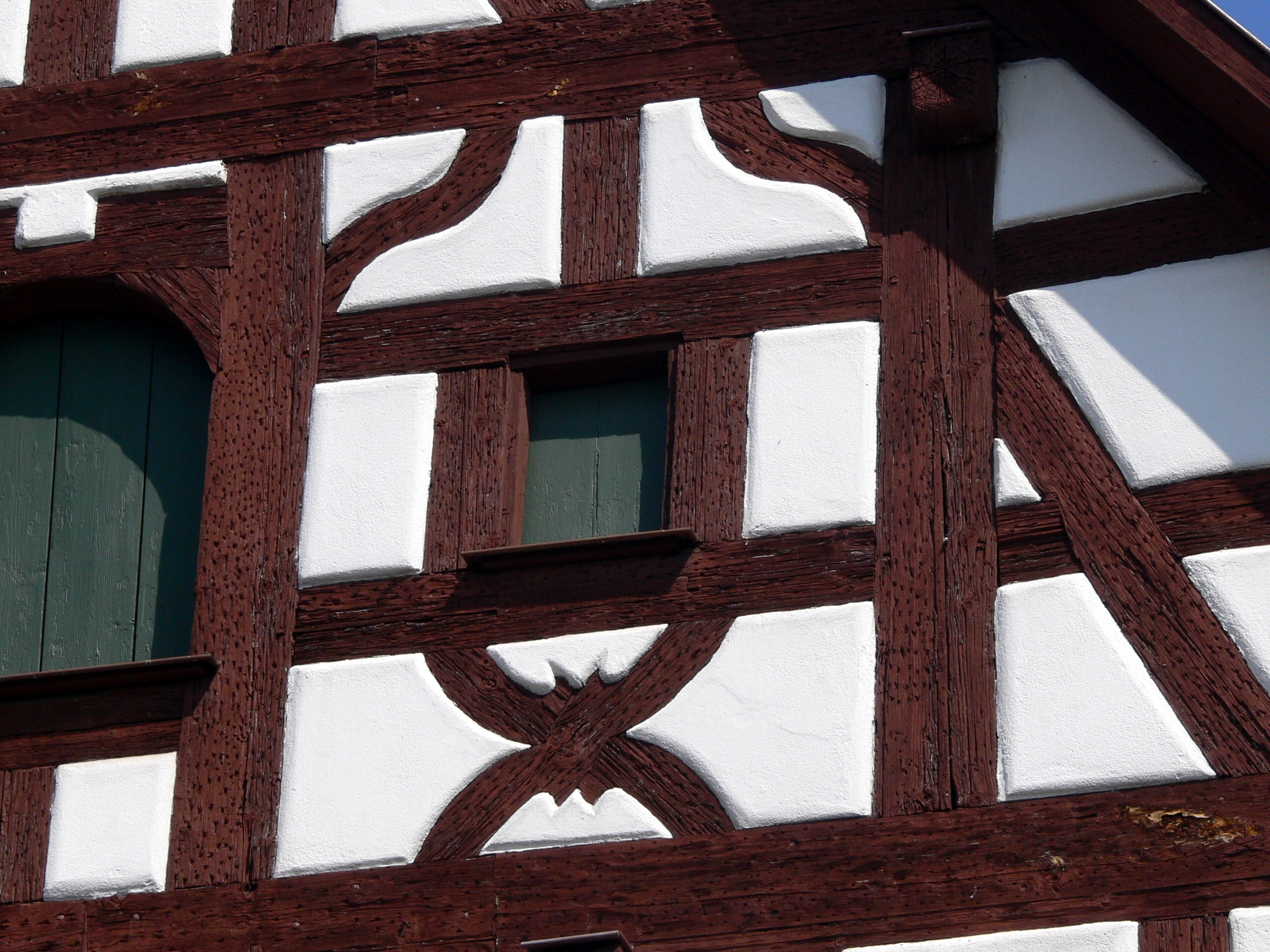
Andreaskreuz in der Form zweier Bögen, die durch eine Spange zusammengefasst sind. (Gasthof in Ammerndorf)
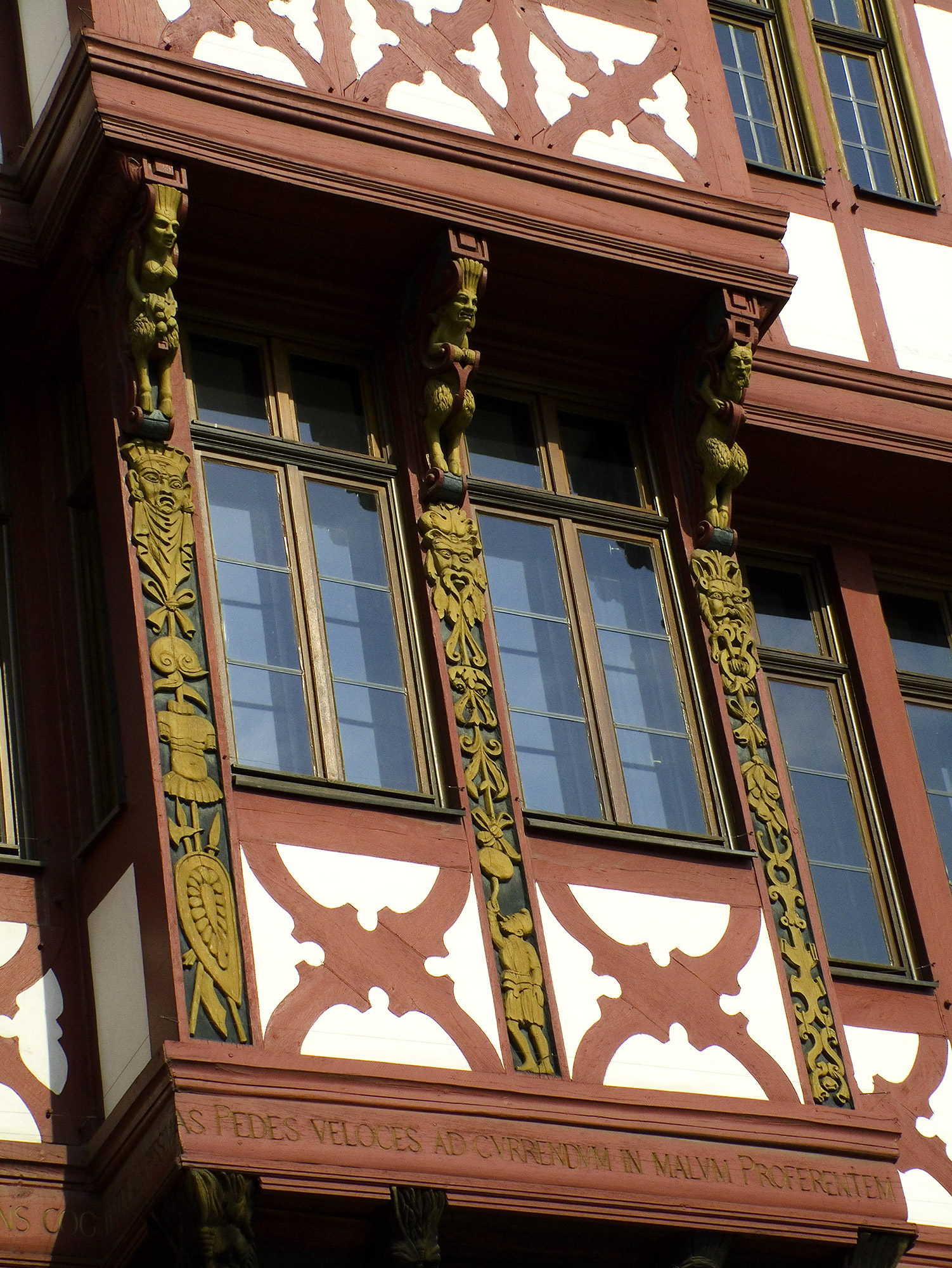
Geschweifte Andreaskreuze in Fensterbrüstungen (Haus Großer Engel am Römerberg in Frankfurt am Main, Rekonstruktion)
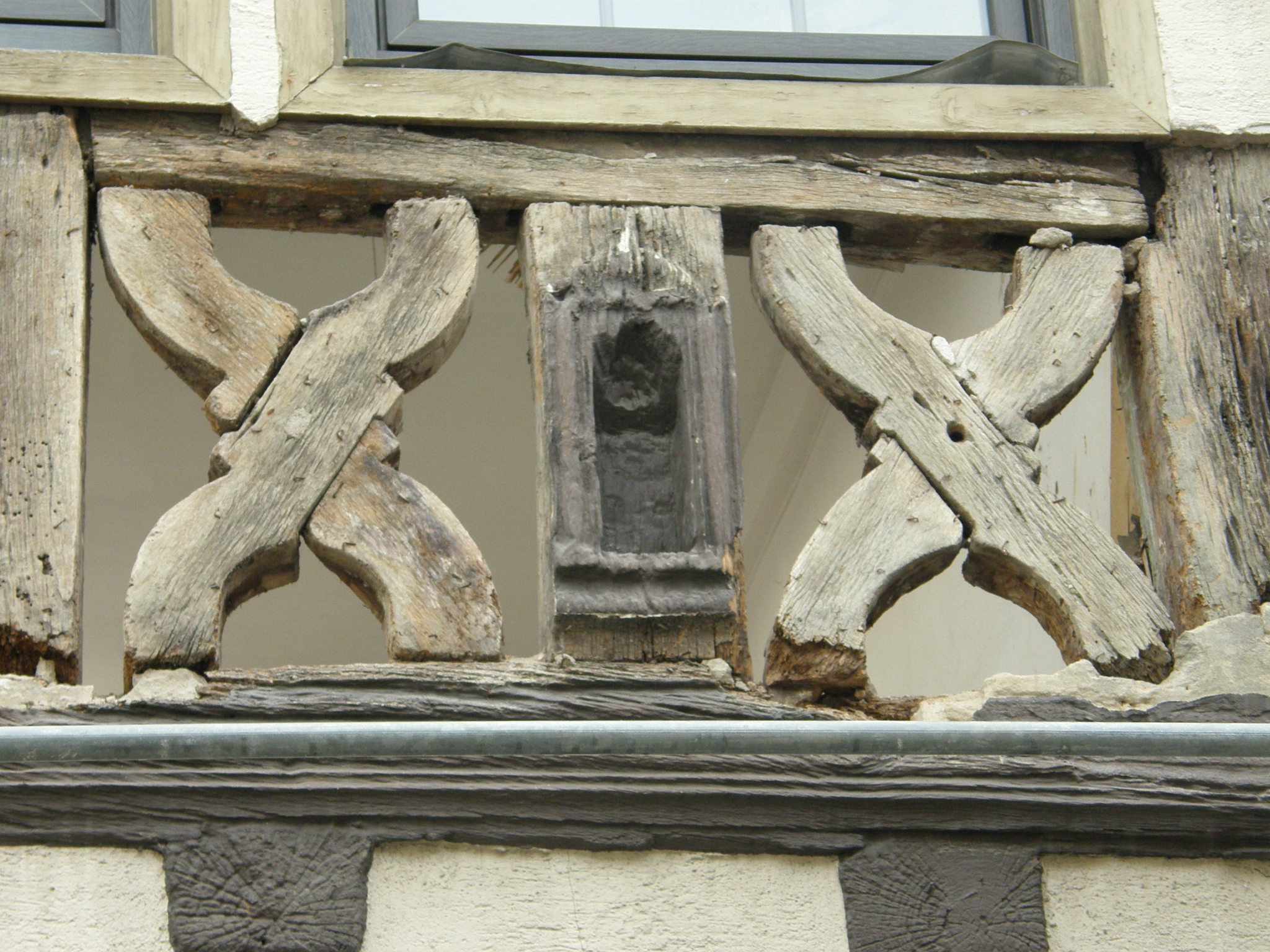
Zwei geschweifte Andreaskreuze neben einer Figurennische (Baustellen-Zustand ohne Ausfachungen)
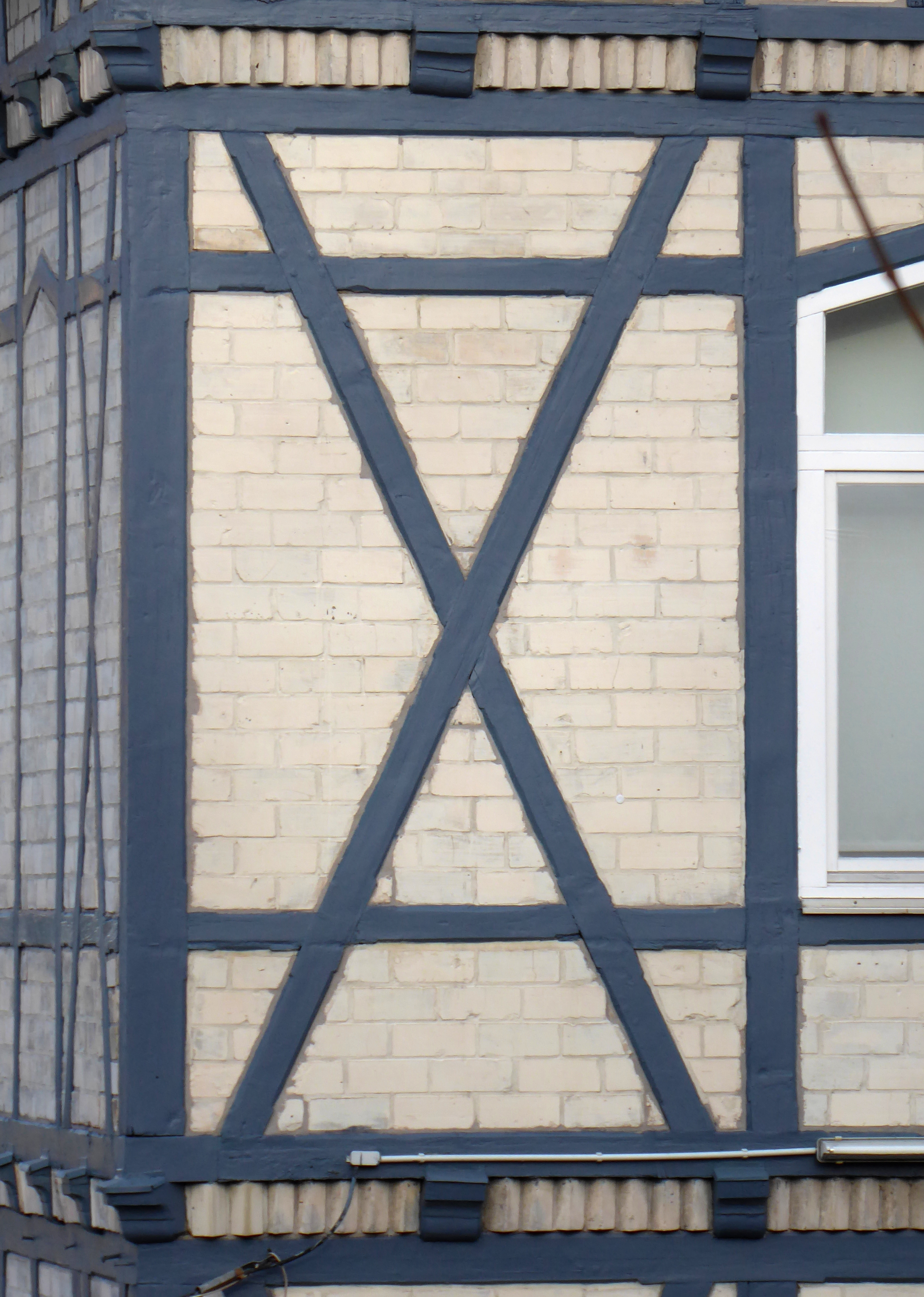
Stockwerkshohes Andreaskreuz, Ende 19. Jahrhundert (Göttingen, Hospitalstraße 27)
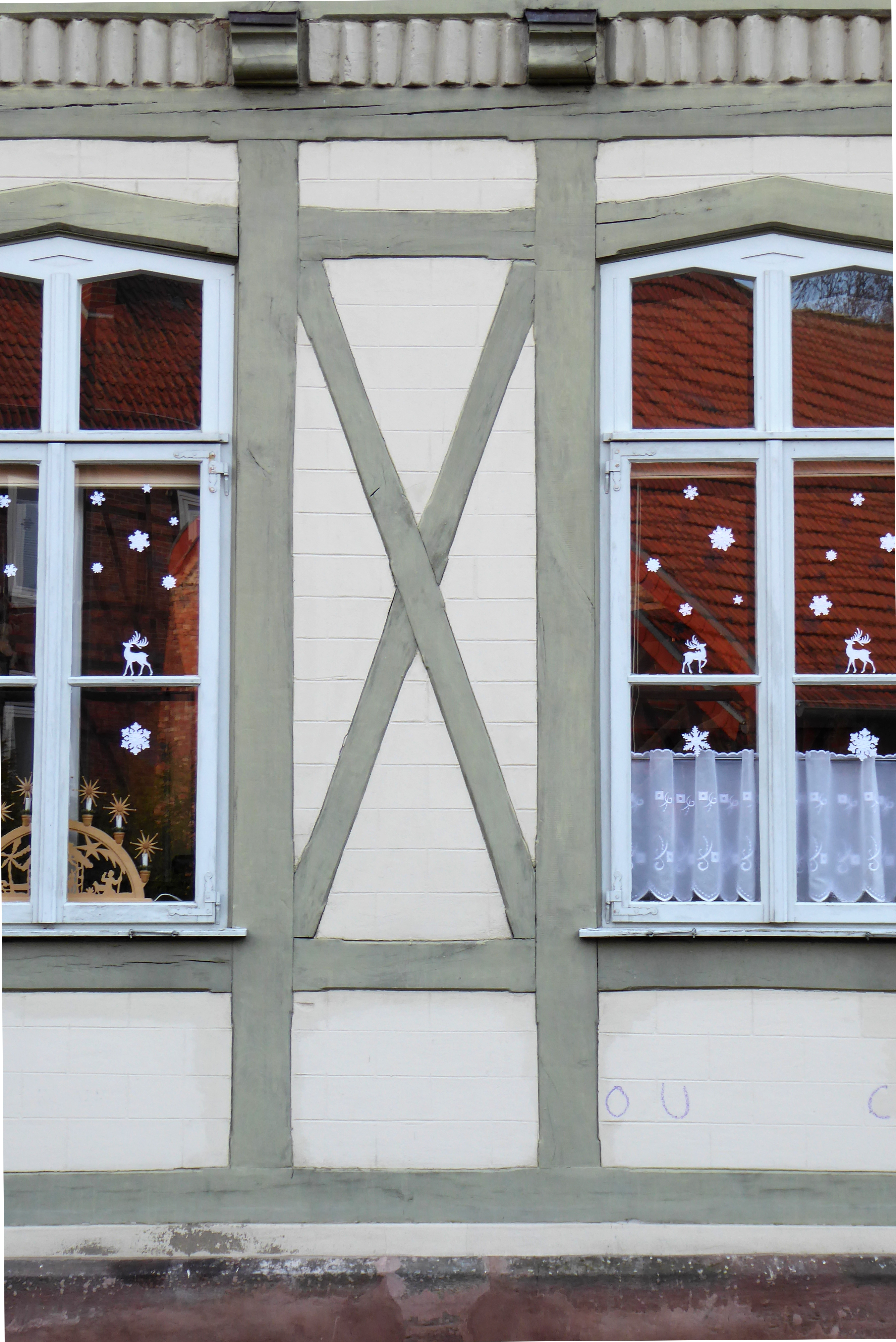
Andreaskreuz im Mittelgefach, Ende 19. Jahrhundert (Göttingen, Gartenstraße 13)
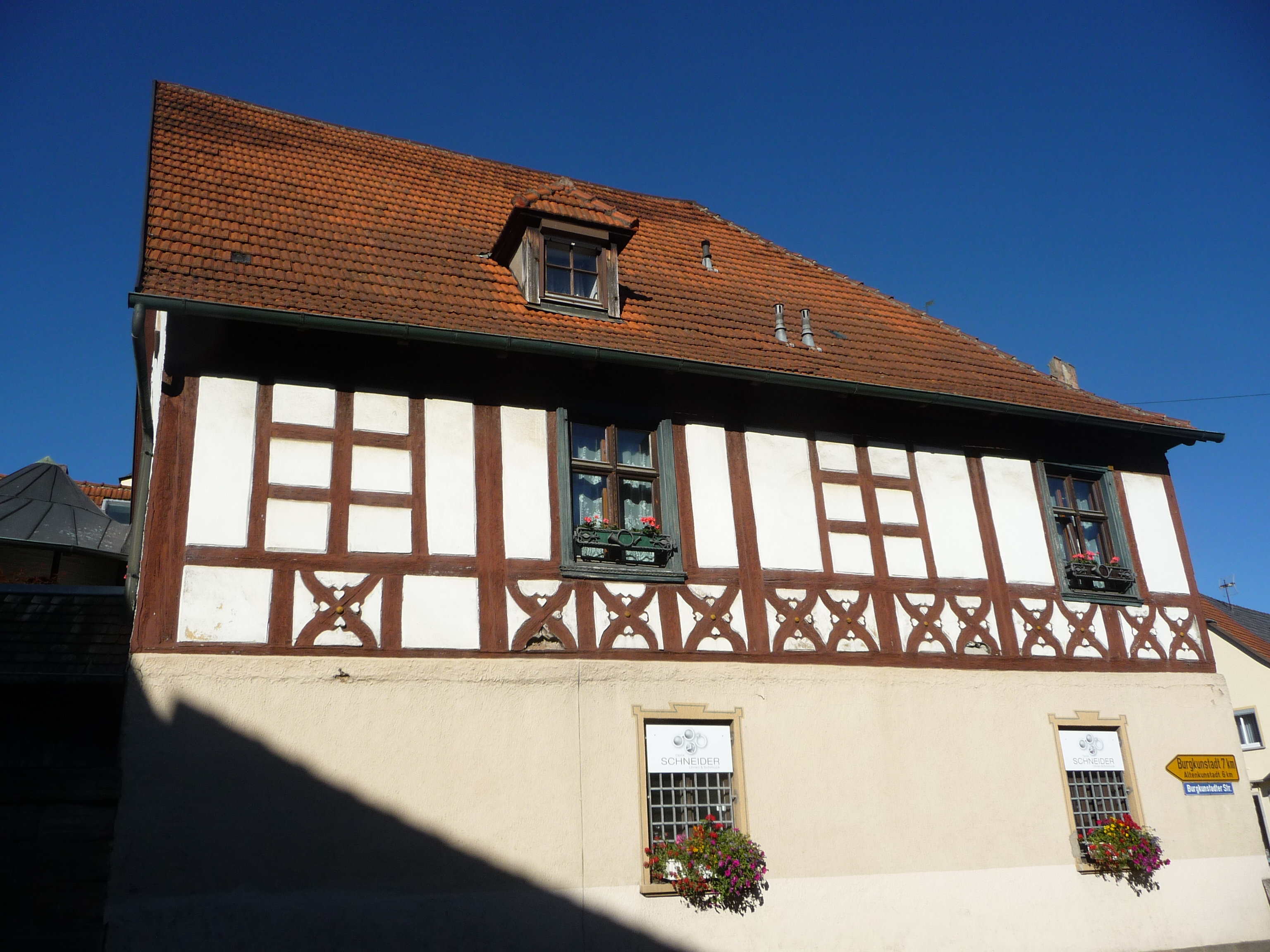
Geschweifte Andreaskreuze in Reihung (Weismain)
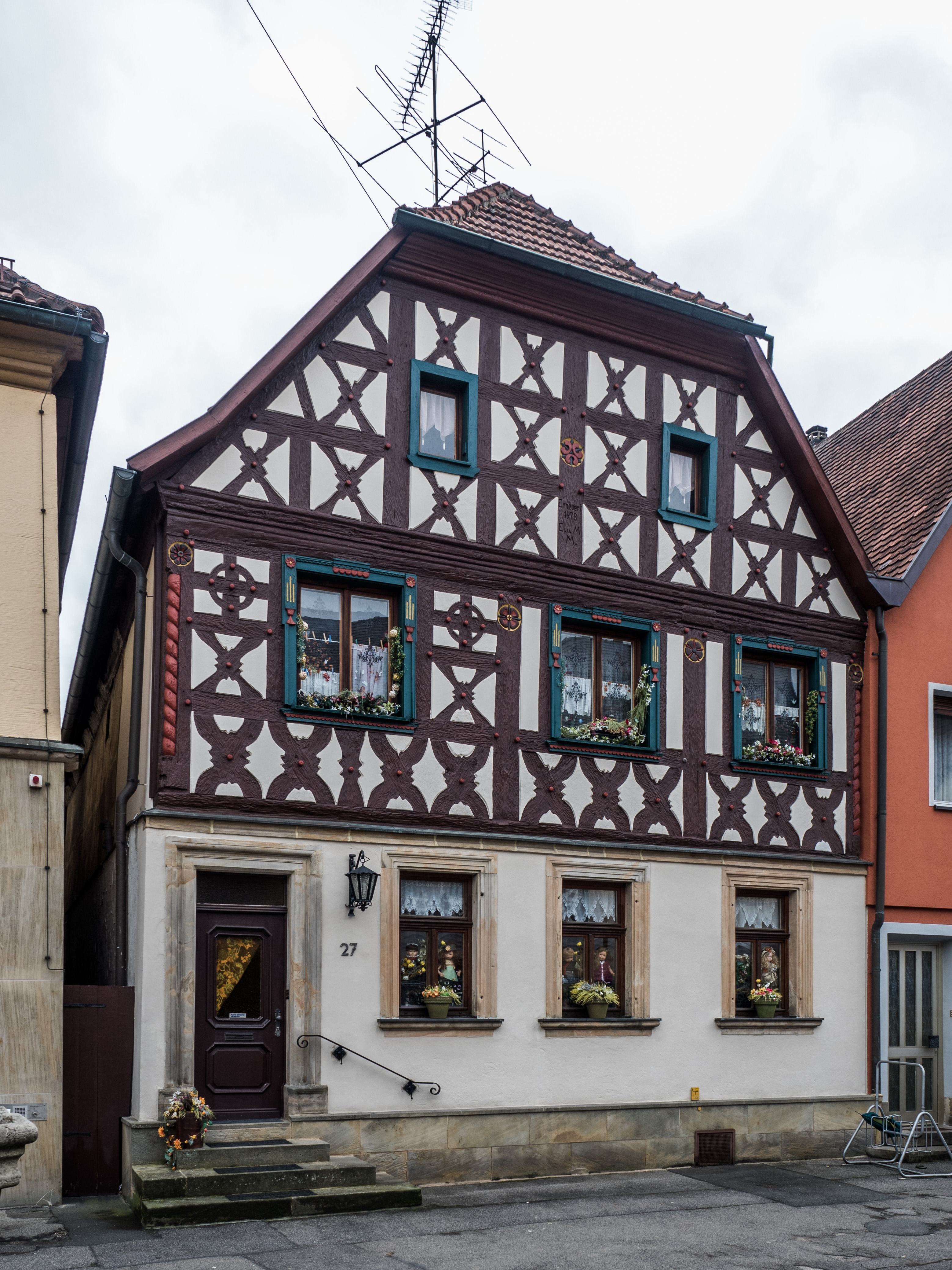
Fachwerk-Schaugiebel mit zahlreichen geschweiften Andreaskreuzen (Weismain)
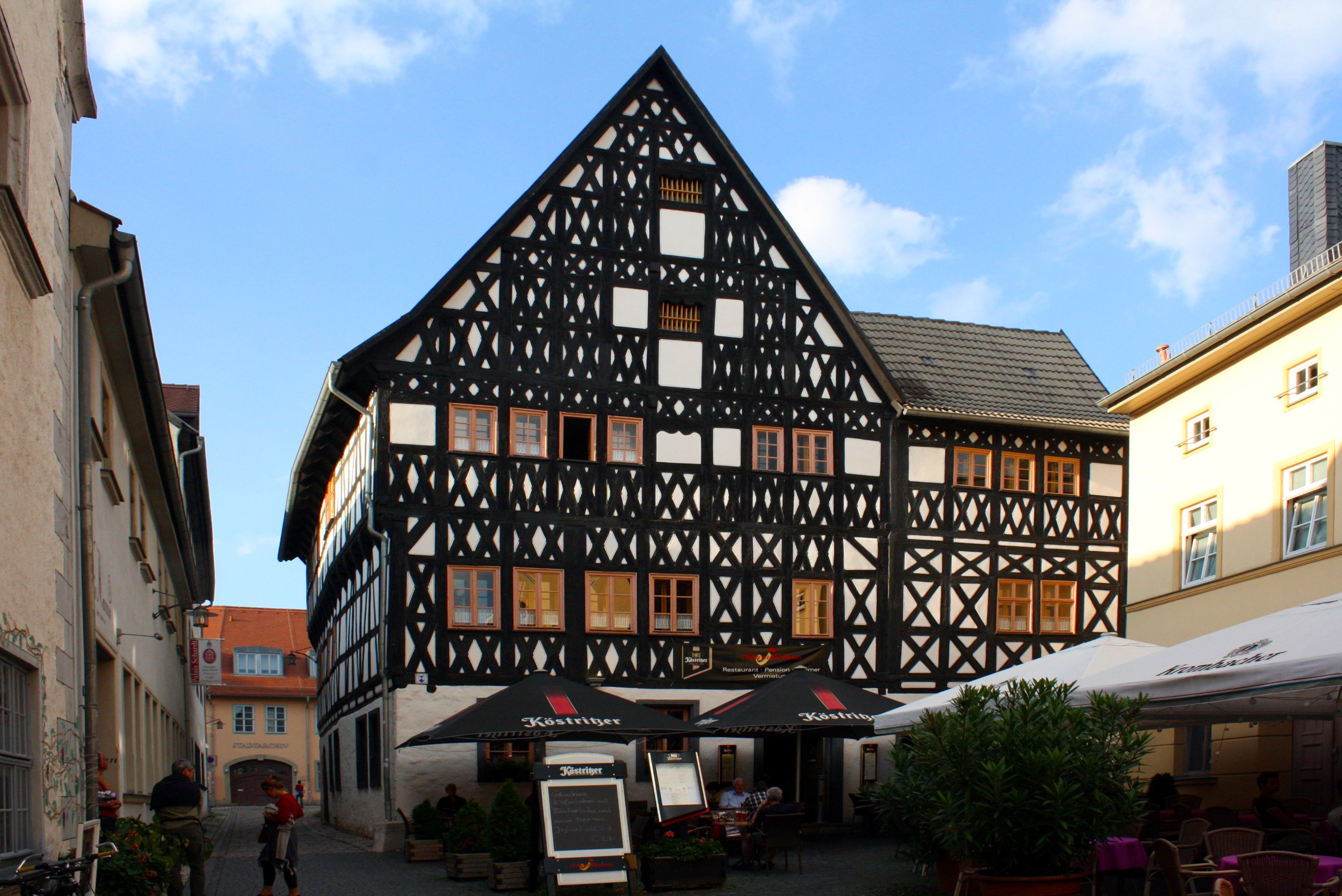
Schaugiebel mit überaus vielen Andreaskreuzen, 1547 (Geleitschänke in Weimar, Scherfgasse 4)
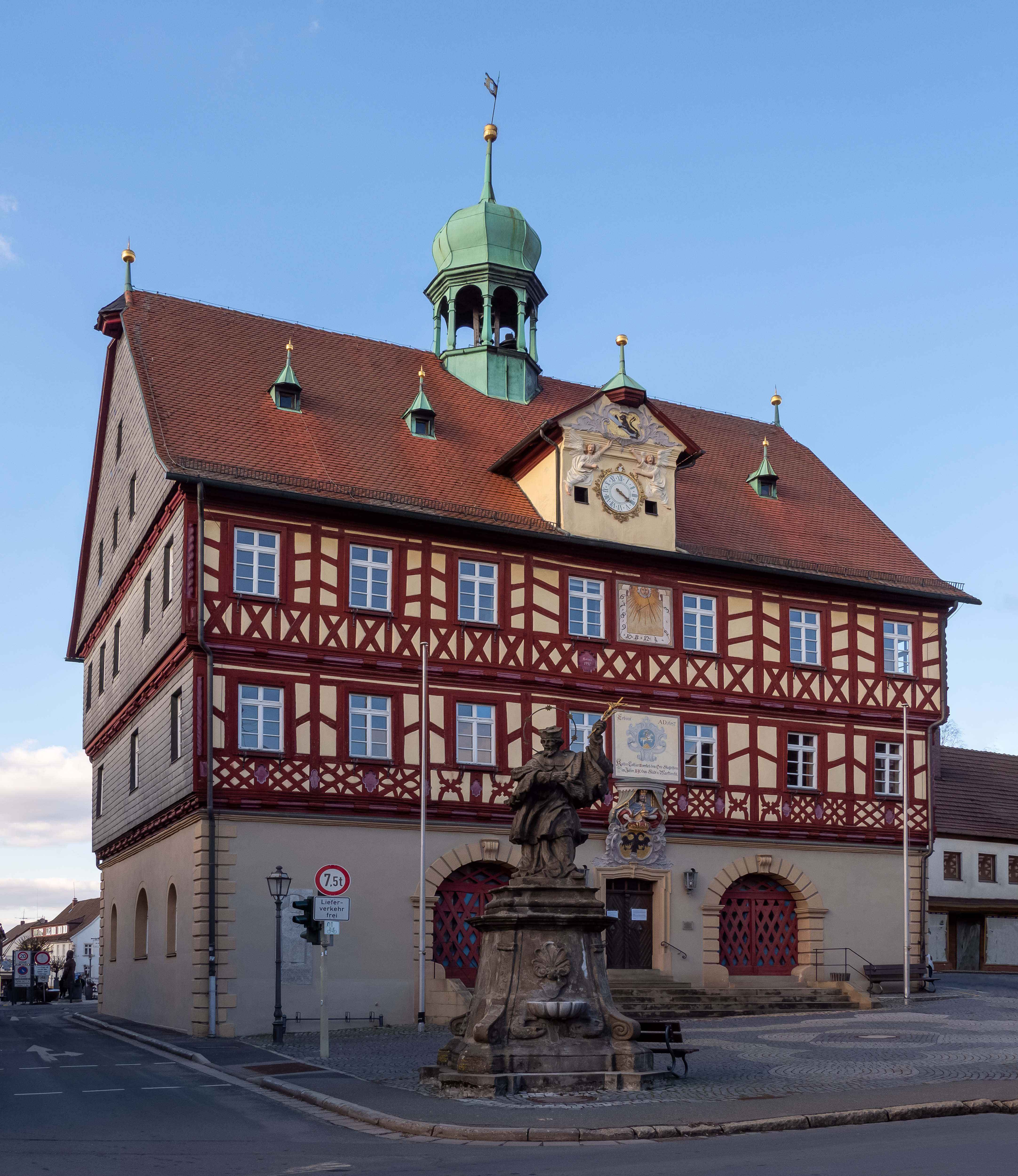
Verschiedene Andreaskreuz-Formen am Rathaus Bad Staffelstein, 1684–1687
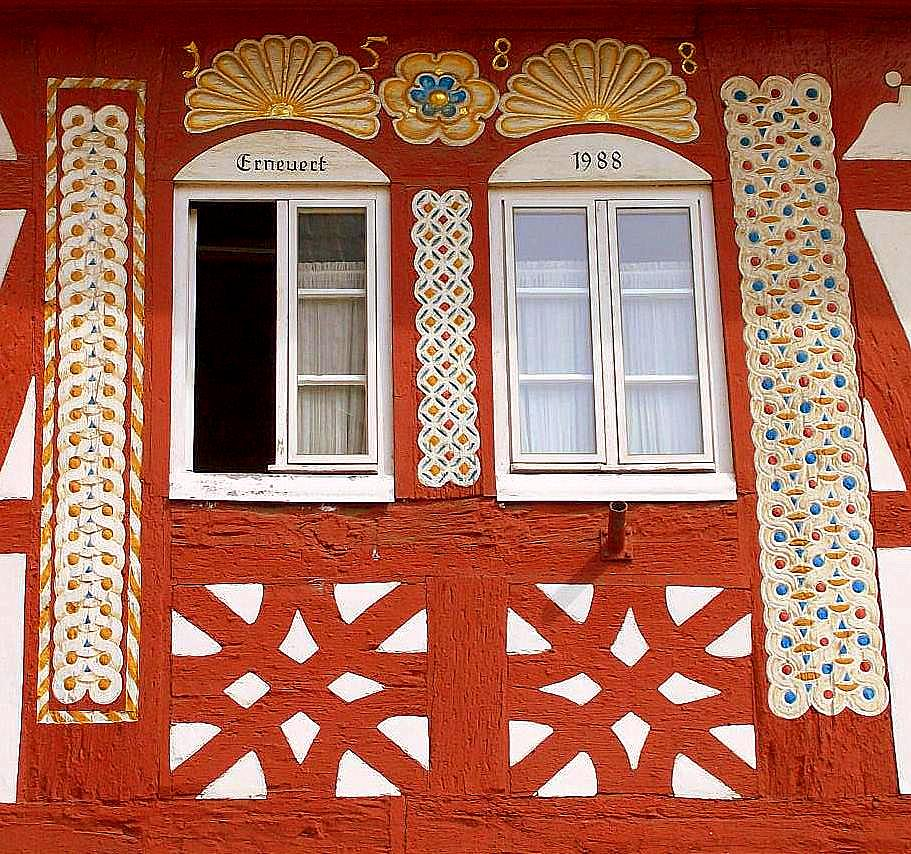
Sonderform: Andreaskreuz mit Viertelkreisen zur Verdichtung von Brüstungsgefachen, 1588 (Neckargemünd)
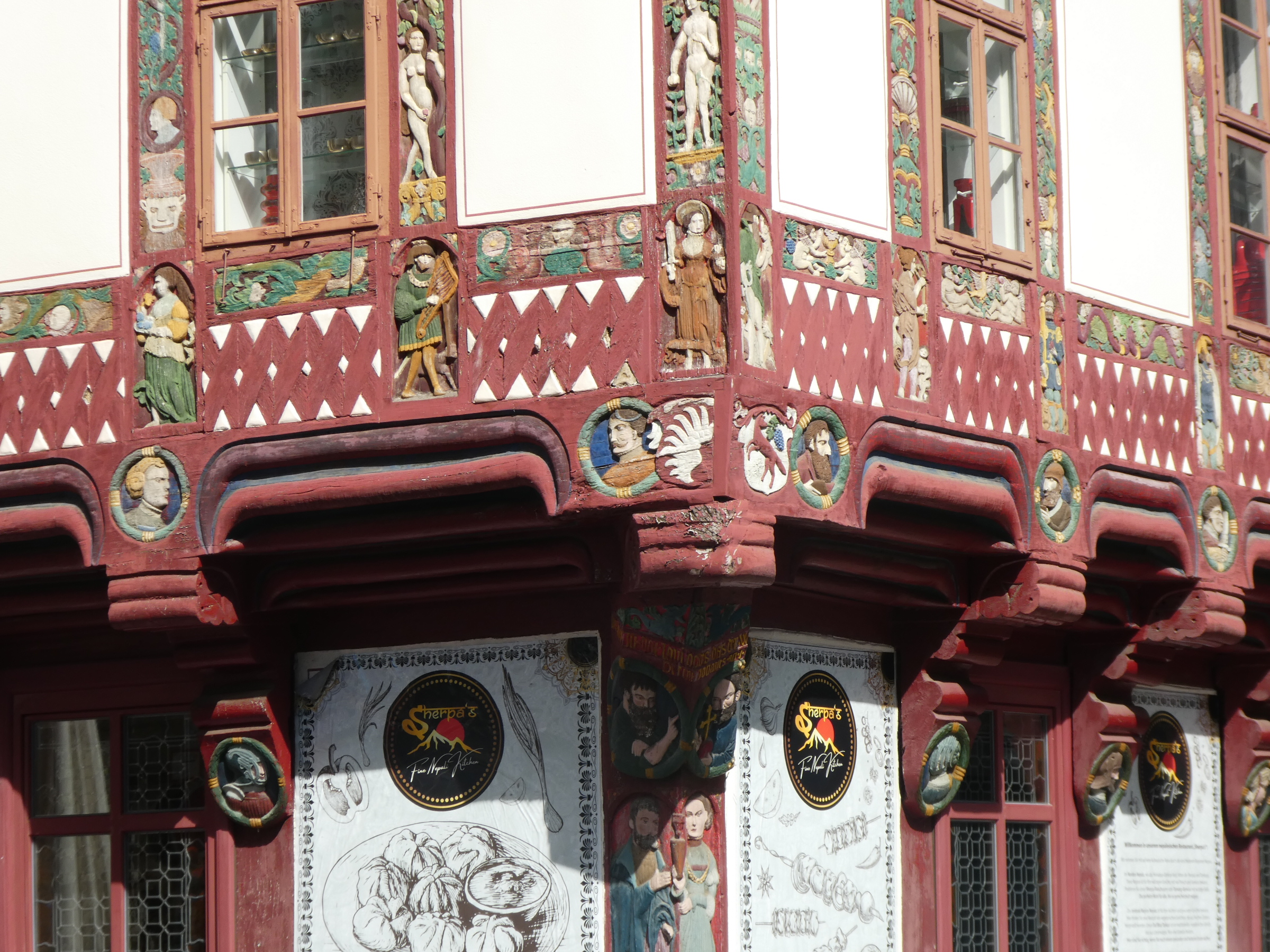
Sonderform: Mehrfach-Andreaskreuze zur Bildung eines Rautengitters (Junkernschänke Göttingen, Barfüßerstraße 5), Fassadendekor von 1547/1548
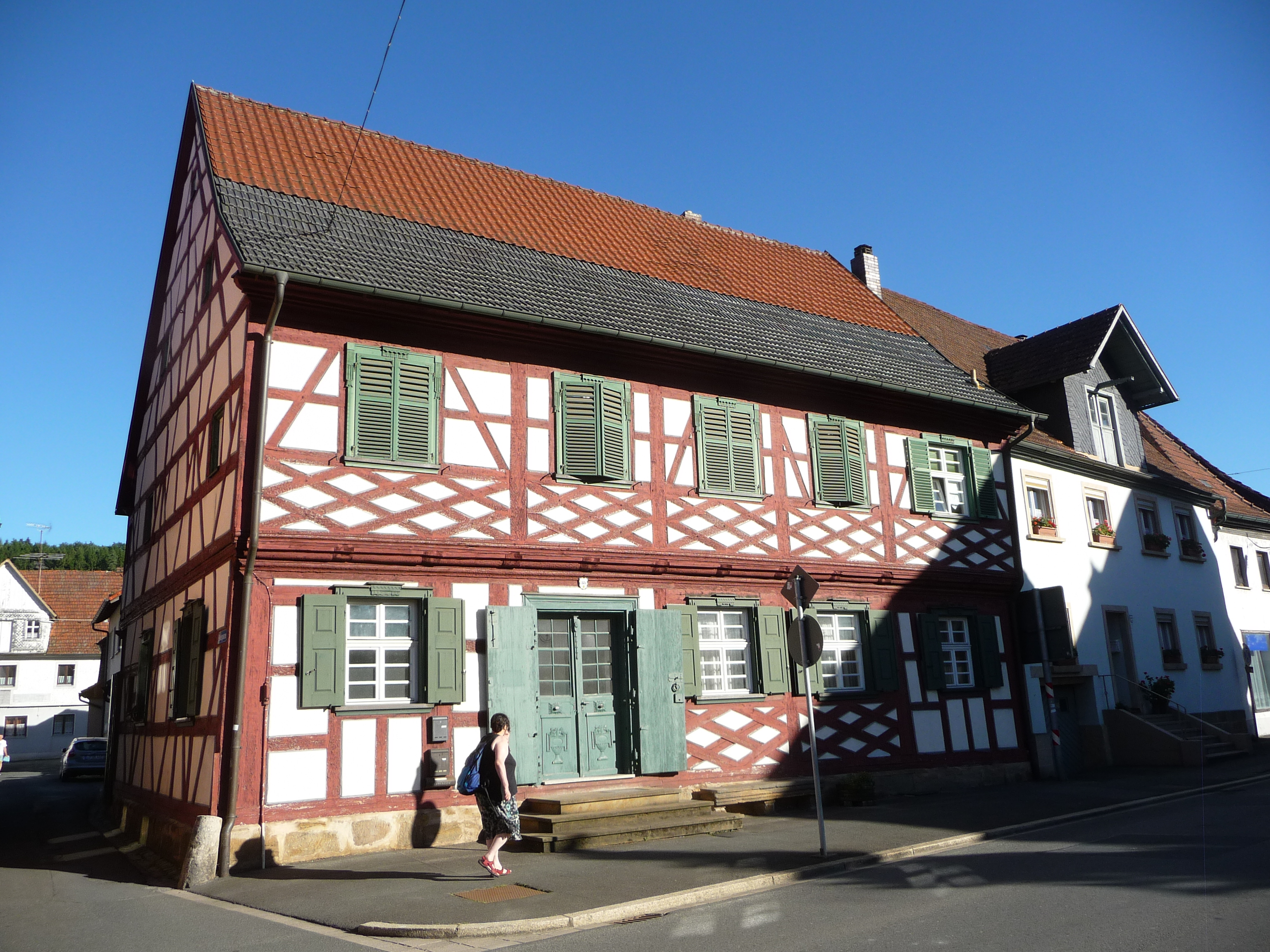
Sonderform: Überlagerung mehrerer Andreaskreuze in besonders breiten Brüstungsgefachen bilden ein Rautengitter-Band (Weismain)
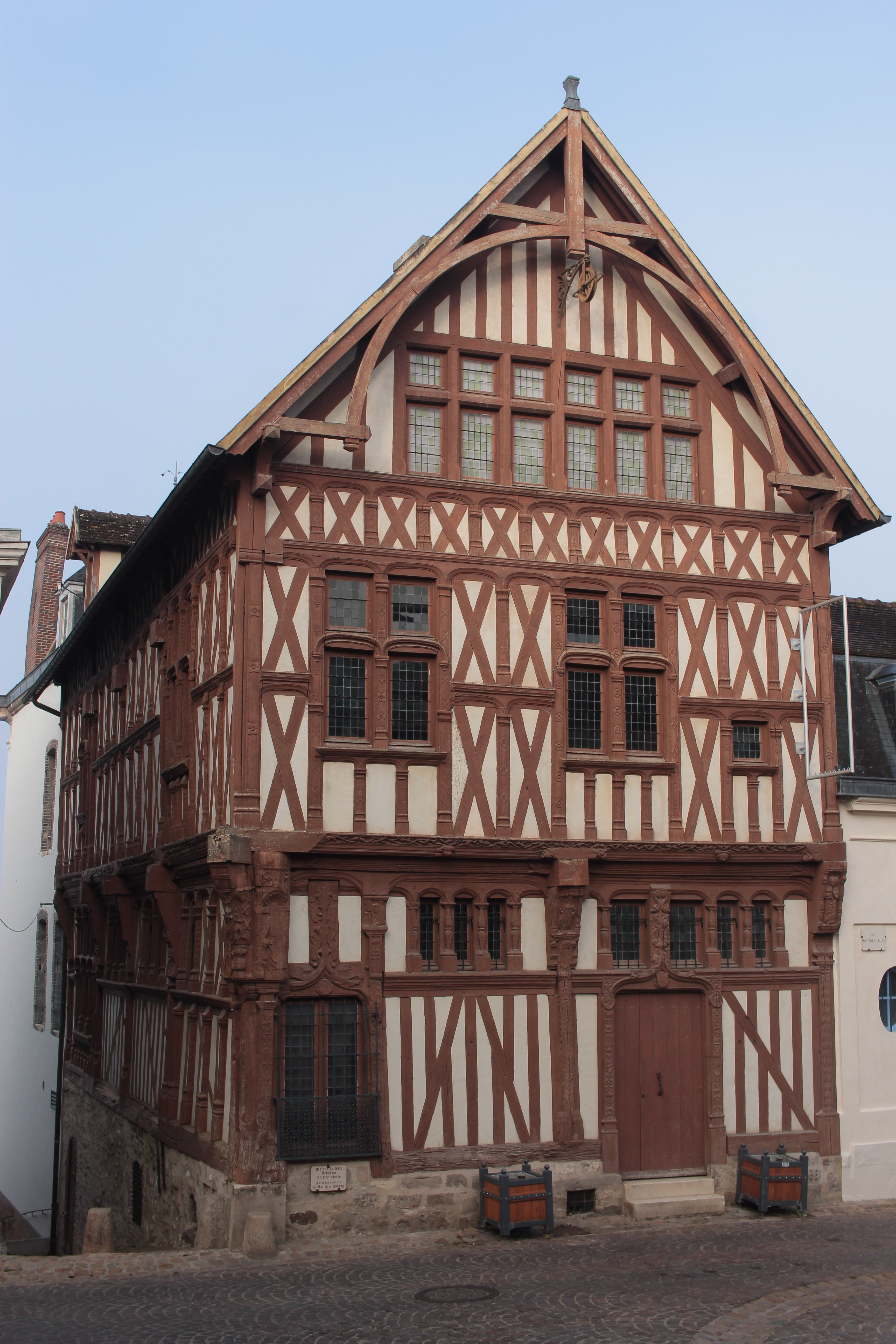
Andreaskreuze im französischen Fachwerk, 16. Jahrhundert (Joigny)
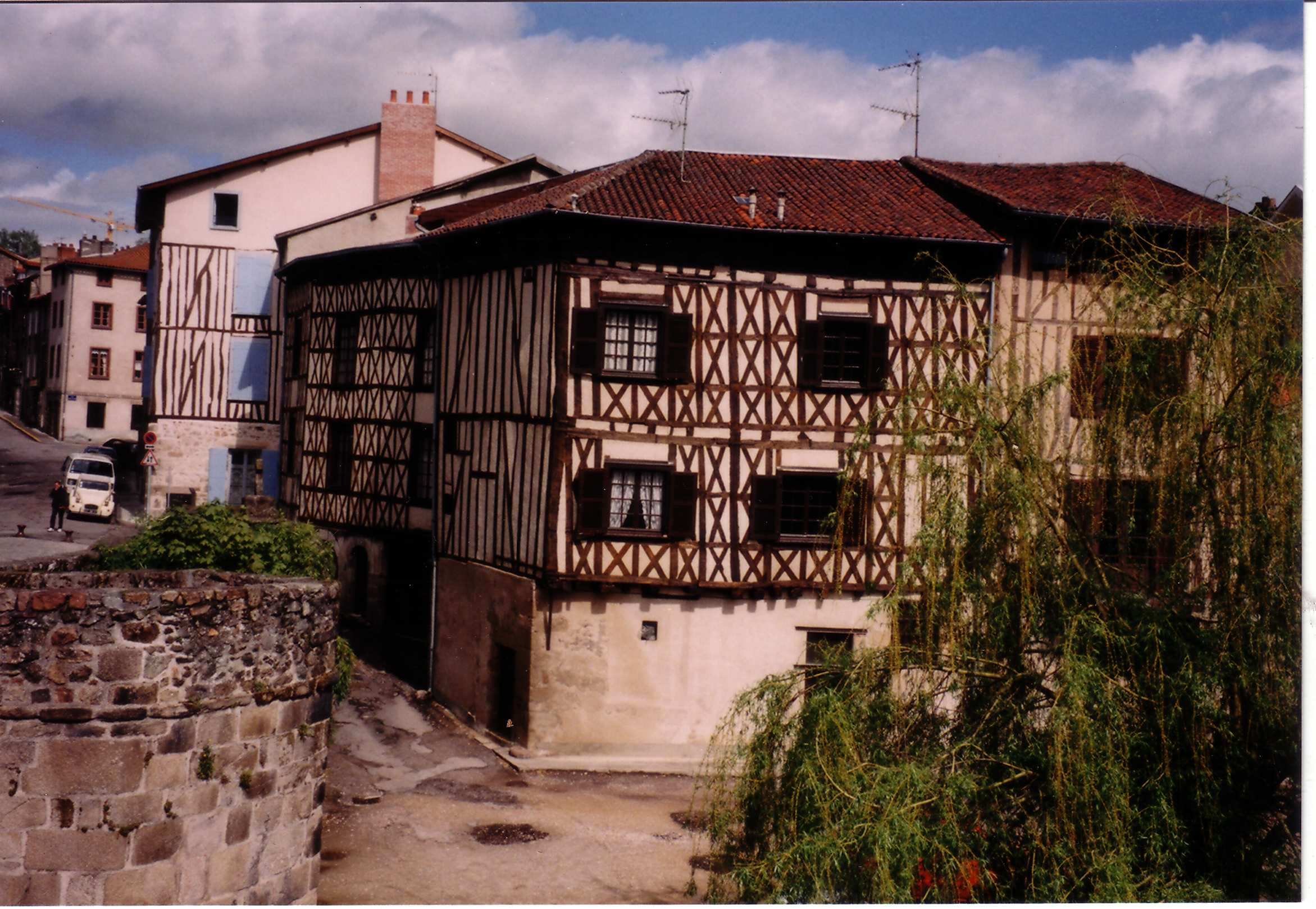
Andreaskreuze im französischen Fachwerk (Limoges)
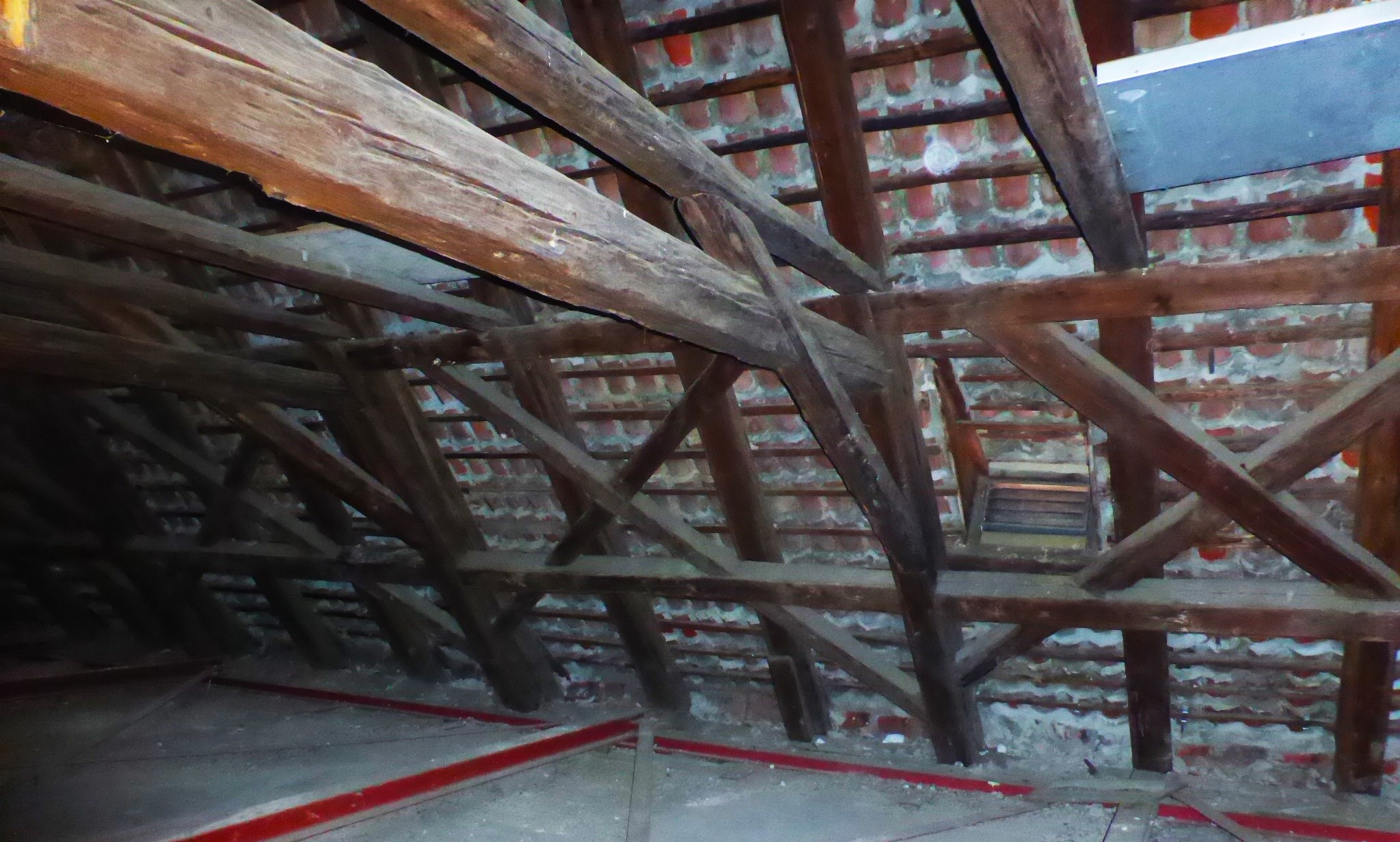
Andreaskreuze zur Längsaussteifung eines Barockdachs mit liegendem Stuhl, 17. Jahrhundert (Neue Abtei des Godehardklosters, Hildesheim[15])